# Mikusz Ruff
Mikusz Ruff – nieistniejąca węgierska gajówka Komposesoratu Orawskiego (współwłasności ziemskiej) i nieformalne schronisko turystyczne, zlokalizowane w dolinie potoku Jalovec (źródłowy tok Polhoranki), na jego prawym brzegu, nieco wyżej niż ciek, u stóp przełęczy Głuchaczki (Pasmo Babiogórskie).
Gajówka stała przy jednym z najpopularniejszych i najstarszych szlaków wiodących na Babią Górę. Został on wyznakowany z Orawskiej Półgóry poprzez Przegib i Małą Babią Górę na czerwono przez Lajosza Kleina, na zlecenie bielskiego oddziału Beskidenverein. Obiekt stanowił ważny punkt oparcia dla turystów zdobywających szczyt długimi trasami od zachodu. Działał jeszcze przez kilka lat po 1945. Jego dodatkową funkcją było do I wojny światowej dozorowanie Klauzy Jałowieckiej – obiektu piętrzącego wody potoku dla celów spławiania drewna.